# NGC 2389
NGC 2389 é uma galáxia espiral barrada (SBc) localizada na direcção da constelação de Gemini. Possui uma declinação de +33° 51' 39" e uma ascensão recta de 7 horas, 29 minutos e 04,8 segundos.
A galáxia NGC 2389 foi descoberta em 5 de Fevereiro de 1788 por William Herschel.